# Rafał Szłapa
Rafał Szłapa, né le 30 janvier 1976 à Bielsko-Biała est un illustrateur, scénariste et dessinateur polonais de bande dessinée.

## Biographie
Après une scolarité au lycée artistique de Bielsko-Biała, Rafał Szłapa fait ses études supérieures à l'Académie des beaux-arts Jan Matejko de Cracovie où il obtient son diplôme de master au département des arts graphiques en 2001. Son mémoire est consacré aux illustrations et adaptations des Chroniques martiennes de Ray Bradbury.
Il crée et dirige le fanzine Lekarstwo. Il publie des caricatures et des illustrations dans plusieurs périodiques comme Arena Komiks (pl), Nowa Fantastyka (pl)], Przekrój (pl), le quotidien Gazeta Wyborcza.
En 2005 il obtient un 1er prix au concours de bandes dessinées illustrant l'Insurrection de Varsovie[réf. nécessaire].
Il travaille également pour des agences de publicité et est l'auteur des illustrations et storyboards de plusieurs campagnes de marques renommées (Tesco, Kamis, RMF FM (pl), Mokate, etc.)
Il est l'auteur d'affiches, de couvertures et d'illustrations de livres et travaille avec plusieurs maisons d'éditions comme Fabryka Słów (pl), Znak, Post et eSPe.
Il rédige également des articles sur des films pour le portail kinoskop.pl.

## Œuvres
Bande dessinée
- Pozdrowienia z Interstrefy (recueil de ses BD publiées dans des magazines)[3], coll. Komiksowa alternatywa vol. 5, Timof i cisi wspólnicy  (ISBN 83-922963-5-4) 2006[4]
- (collectif), Antologia komiksu polskiego, (Anthologie de la BD polonaise), Egmont.
- The Unbreakable Zamperini: A World War II Survivor's Brave Story, Capstone Press  (ISBN 978-1543575484) 2019 (w/ Nel Yomtow)[5]
- Série Bler :

1. Lepsza wersja życia, Blik Studio, Cracovie, 2010  (ISBN 978-83-931632-0-5)
2. Zapomnij o przesłości, Blik Studio, Cracovie, 2011  (ISBN 978-83-931632-1-2)
3. Ostatni wyczyn, Blik Studio, Cracovie, 2012  (ISBN 978-83-931632-2-9)
4. Stan strachu, Blik Studio, Cracovie, 2014  (ISBN 9788393163243)
5. Człowiek ze światła, Blik Studio, Cracovie, 2015  (ISBN 9788393163267)
6. Psie imperium, Blik Studio, Cracovie, 2017  (ISBN 9788393163298)
7. Nieistnienie, Blik Studio, Cracovie, 2018  (ISBN 9788395210600)